# مناطق جغرافیای زیستی اروپا

نقشه مناطق جغرافیای زیستی اروپا

مناطق جغرافیای زیستی اروپا مناطق جغرافیای زیستی هستند که توسط آژانس محیط زیست اروپا تعریف شده‌اند. آنها در ابتدا محدود به کشورهای عضو اتحادیه اروپا بودند، اما پس از آن به سراسر اروپا در غرب اورال از جمله سراسر ترکیه گسترش یافتند. نقشه مناطق جغرافیای زیستی عمدی ساده‌شده و ناهنجاری‌های محلی را نادیده می‌گیرد. در درجه نخست به عنوان چارچوبی برای هماهنگی و گزارش نتایج کلی تلاش‌های حفاظتی در نظر گرفته شده است.

کشورهای عضو شورای اروپا

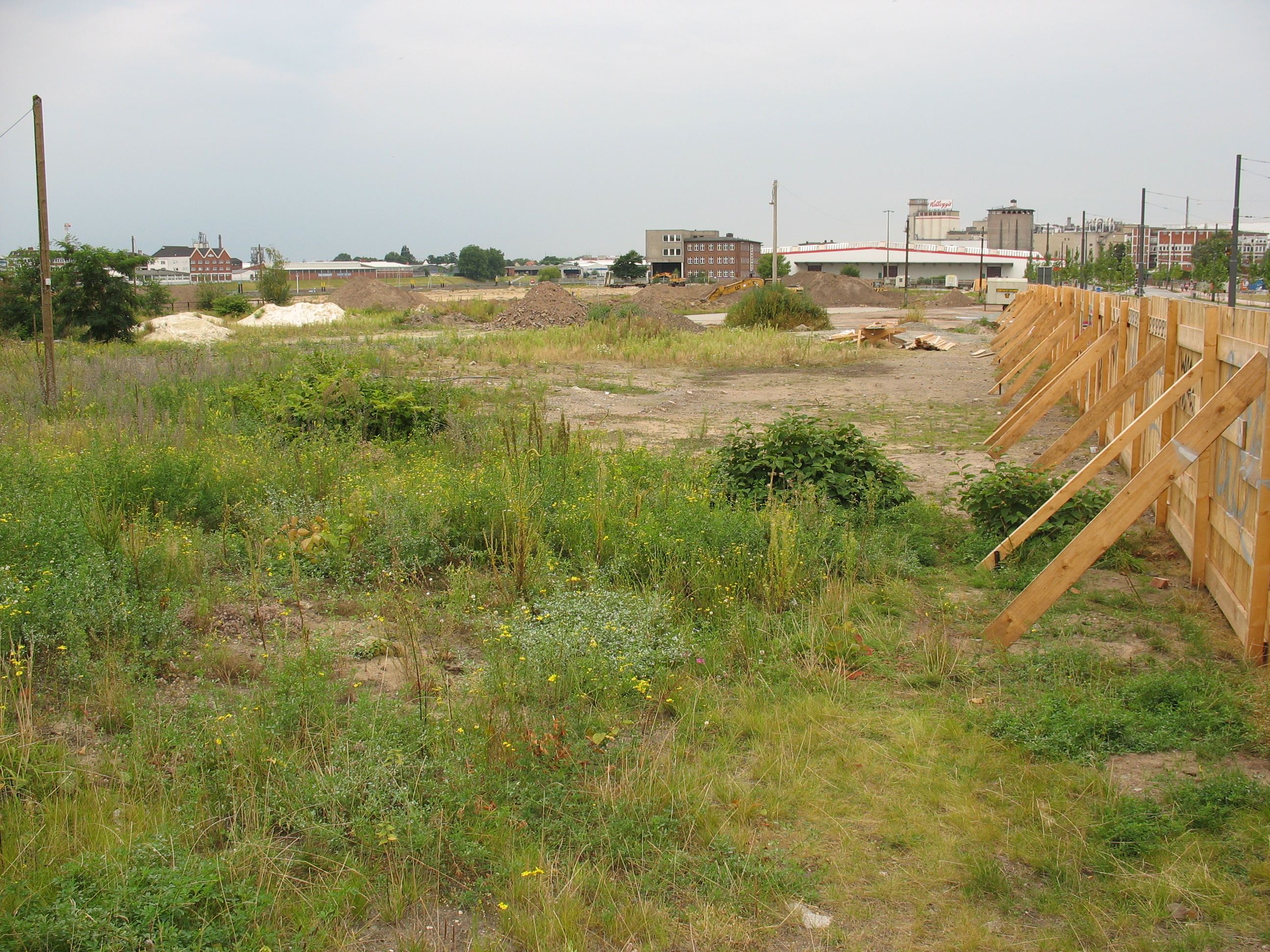
زمین آیش در برمن، منطقه اقیانوس اطلس، محل برج Weser